# Acrogonia
Acrogonia é um género de cigarrinhas pertencente à família Cicadellidae.
As espécies deste género podem ser encontradas na Europa e na América.

## Espécies
Espécies (lista incompleta):
- Acrogonia albertoi Silva, Cavichioli, Takiya & Mejdalani, 2017
- Acrogonia amazonensis Silva, Cavichioli, Takiya & Mejdalani, 2017
- Acrogonia balloui Young, 1968